# Eyes Like the Sky
Eyes Like the Sky è il secondo album in studio del gruppo musicale di rock psichedelico australiano King Gizzard & the Lizard Wizard, pubblicato il 22 febbraio 2013 dalla Flightless.
Definito «un audio-libro western di culto», e narrato da Broderick Smith, è un concept album su alcuni fuorilegge, dei bambini soldato, dei nativi americani e su degli scontri armati. Ambientato totalmente nella frontiera americana, è stato composto da Smith e Stu Mackenzie insieme. Questi, interrogato sulle influenze che lo hanno portato a realizzarlo, disse: «Amo i film western, amo i ragazzi cattivi e amo Red Dead Redemption. Oh, e amo anche le chitarre cattive».

## Tracce
Testi di Broderick Smith, musiche di King Gizzard & The Lizard Wizard.
1. Eyes Like the Sky – 3:17
2. Year of Our Lord – 2:57
3. The Raid – 2:24
4. Drum Run – 2:42
5. Evil Man – 3:54
6. Fort Whipple – 2:56
7. The God Man's Goat Lust – 3:17
8. The Killing Ground – 2:50
9. Dust in the Wind – 2:24
10. Guns & Horses – 1:08

Durata totale: 27:49

## Formazione
- Michael Cavanagh – "performer"
- Ambrose Kenny-Smith – "performer"
- Stu Mackenzie – "performer"
- Cook Craig – "performer"
- Joey Walker – "performer"
- Lucas Skinner – "performer"
- Eric Moore – "performer"
- Broderick Smith - narrazione, testi
- Joseph Carra -  mastering
- Jason Galea - artwork